# Saint-Léomer
Saint-Léomer település Franciaországban, Vienne megyében. Lakosainak száma 171 fő (2022. január 1.). Saint-Léomer Bourg-Archambault, Brigueil-le-Chantre, Journet, Montmorillon és La Trimouille községekkel határos.

## Népesség
A település népessége az elmúlt években az alábbi módon változott:
| Lakosok száma | 180  | 183  | 186  | 183  | 179  | 174  | 170  | 171  | 171  |
|               | 2013 | 2015 | 2016 | 2017 | 2018 | 2019 | 2020 | 2021 | 2022 |